# Sarawak (Fluss)
Sarawak (malaiisch Sungai Sarawak) ist ein Fluss im gleichnamigen Bundesstaat von Malaysia, Sarawak. Er ist mit den beiden Quellflüssen Sarawak Kiri von links und Sarawak Kanan von rechts etwa 217 km lang. Die Quellen liegen im Kapuas-Gebirge im Inneren der Insel Borneo. Die Mündung ins Südchinesische Meer befindet sich bei dem Ort Muara Tebas. Kuching, die Hauptstadt des Bundesstaats Sarawak, liegt an beiden Ufern des Flusses.